# Coupe Charles Drago 1957
Navigation
Édition précédente Édition suivante
La cinquième édition de la Coupe Charles Drago est organisée durant la deuxième partie de la saison 1956-1957 par la Ligue nationale de football pour les clubs professionnels français, et se déroule sur une période de janvier à juin. La compétition oppose les clubs éliminés de la Coupe de France de football avant les quarts de finale.

## Clubs participants
| Division 1 - RC Lens - Olympique lyonnais - Olympique de Marseille - FC Metz - AS Monaco - FC Nancy - RC Paris - Stade de Reims - Stade rennais UC - AS Saint-Étienne - FC Sochaux-Montbéliard - RC Strasbourg - US Valenciennes-Anzin | Division 2 - AS Aix-en-Provence - Olympique d'Alès - RCFC Besançon - AS Béziers - FC Grenoble - Le Havre AC - SO Montpellier - FC Nantes - CA Paris - FC Perpignan - Red Star Olympique - CO Roubaix-Tourcoing - FC Rouen - FC Sète - Stade français - SC Toulon - AS Troyenne et Savinienne |

## Premier tour
Les matchs se déroulent sur le terrain du premier club cité, sauf note contraire. En cas de match nul, le match est rejoué.
Les clubs participants ont été éliminés en trente-deuxièmes de finale de la Coupe de France, à l'exception du Havre AC, du SO Montpellier, du CA Paris, du Red Star, du Stade français et de l'AS Troyenne et Savinienne, éliminés au tour précédent.
Matchs disputés le 3 février 1957 sauf note contraire.
| Equipe 1                | Score      | Equipe 2                       | Notes                    |
| FC Rouen (D2)           | 2 - 1 a.p. | Le Havre AC (D2)               | Disputé le 31 janvier    |
| Red Star Olympique (D2) | 1 - 2      | AS Troyenne et Savinienne (D2) | Disputé le 2 février     |
| SC Toulon (D2)          | 4 - 1      | SO Montpellier (D2)            |                          |
| AS Aix-en-Provence (D2) | 2 - 1      | FC Sète (D2)                   | Disputé à Valence        |
| Stade français (D2)     | 1 - 2      | RCFC Besançon (D2)             | Disputé à Maisons-Alfort |
| CA Paris (D2)           | 1 - 2      | CO Roubaix-Tourcoing (D2)      | Disputé à Vincennes      |

## Deuxième tour
Les matchs se déroulent sur le terrain du premier club cité, sauf note contraire. En cas de match nul, le match est rejoué.
Aux six clubs qualifiés à la suite du premier tour se joignent les clubs professionnels éliminés en seizièmes de finale de la Coupe de France : Olympique d'Alès, AS Béziers, RC Lens, Olympique de Marseille, FC Metz, FC Nantes, le RC Paris, Stade de Reims, Stade rennais, AS Saint-Étienne, RC Strasbourg et US Valenciennes-Anzin.
Matchs disputés le 3 mars 1957, sauf note contraire.
| Equipe 1                  | Score      | Equipe 2                       | Notes             |
| AS Aix-en-Provence (D2)   | 2 - 2 a.p. | RC Lens (D1)                   | Disputé le 2 mars |
| CO Roubaix-Tourcoing (D2) | 4 - 1      | AS Saint-Étienne (D1)          |                   |
| FC Rouen (D2)             | 4 - 3 a.p. | Stade de Reims (D1)            |                   |
| RCFC Besançon (D2)        | 1 - 4      | RC Paris (D1)                  |                   |
| AS Béziers (D2)           | 0 - 1      | Olympique de Marseille (D1)    | Disputé à Limoges |
| Olympique d'Alès (D2)     | 1 - 0      | Stade rennais UC (D1)          |                   |
| FC Metz (D1)              | 2 - 0      | AS Troyenne et Savinienne (D2) |                   |
| FC Nantes (D2)            | 2 - 3      | RC Strasbourg (D1)             |                   |
| SC Toulon (D2)            | 2 - 2 a.p. | US Valenciennes-Anzin (D1)     |                   |

- Matchs à rejouer

| RC Lens (D1)               | 1 - 0 | AS Aix-en-Provence (D2) | Disputé le 13 mars |
| US Valenciennes-Anzin (D1) | 2 - 1 | SC Toulon (D2)          | Disputé le 20 mars |

## Troisième tour
Les matchs se déroulent sur le terrain du premier club cité, sauf note contraire. En cas de match nul, le match est rejoué.
Aux neuf clubs qualifiés à la suite du deuxième tour se joignent les clubs professionnels éliminés en huitièmes de finale de la Coupe de France : Grenoble, Lyon, Monaco, Nancy, Perpignan et Sochaux.
Le total de clubs engagés étant impair, un club est exempté. Il s'agit du FC Metz.
Matchs disputés le 7 avril 1957 sauf note contraire.
| Equipe 1                   | Score      | Equipe 2                    | Notes              |
| CO Roubaix-Tourcoing (D2)  | 1 - 3      | RC Paris (D1)               | Disputé le 6 avril |
| FC Perpignan (D2)          | 1 - 4      | Olympique lyonnais (D1)     | Disputé le 6 avril |
| AS Monaco (D1)             | 0 - 1      | Olympique de Marseille (D1) | Disputé à Nice     |
| FC Rouen (D2)              | 0 - 3      | FC Sochaux-Montbéliard (D1) |                    |
| Olympique d'Alès (D2)      | 1 - 2 a.p. | RC Strasbourg (D1)          |                    |
| FC Grenoble (D2)           | 1 - 2      | FC Nancy (D1)               |                    |
| US Valenciennes-Anzin (D1) | 0 - 2      | RC Lens (D1)                |                    |

## Quarts de finale
Les matchs se déroulent sur le terrain du premier club cité, sauf note contraire. En cas de match nul, le match est rejoué.
Matchs disputés le 5 mai 1957, sauf note contraire.
| Equipe 1                    | Score      | Equipe 2                | Notes                   |
| FC Sochaux-Montbéliard (D1) | 4 - 1      | FC Nancy (D1)           | Disputé à Metz le 4 mai |
| Olympique de Marseille (D1) | 2 - 2 a.p. | RC Strasbourg (D1)      | Disputé à Lyon          |
| RC Lens (D1)                | 4 - 3      | Olympique lyonnais (D1) |                         |
| RC Paris (D1)               | 2 - 3      | FC Metz (D1)            | Disputé le 8 mai        |

- Match à rejouer

| Olympique de Marseille (D1) | 4 - 1 | RC Strasbourg (D1) | Disputé le 15 mai à Paris |

## Demi-finales
Les matchs se déroulent sur terrain neutre. En cas de match nul, le match est rejoué.
Matchs disputés le 25 mai 1957.
| Equipe 1                    | Score      | Equipe 2                    | Notes              |
| RC Lens (D1)                | 3 - 2 a.p. | FC Metz (D1)                | Disputé à Grenoble |
| Olympique de Marseille (D1) | 2 - 0      | FC Sochaux-Montbéliard (D1) | Disputé à Limoges  |

## Finale
Au terme de cette édition 1957, l'Olympique de Marseille remporte sa première Coupe Drago en battant le RC Lens en finale. Il s'agissait d'une première pour les deux équipes, qui n'étaient alors jamais parvenues à ce stade de la compétition. L'identité du vainqueur ne se dessine qu'en seconde mi-temps, un doublé de Jean-Louis Leonetti et un but de Stanislas Curyl donnant trois buts d'avance à l'OM. Théodore Szkudlapski (dit « Théo ») sauve l'honneur pour Lens. Déjà vainqueur en 1953 sous les couleurs du FC Sochaux-Montbéliard, Jean-Jacques Marcel est le premier joueur a remporter deux fois le trophée.
| 6 juin 1957 | Olympique de Marseille       | 3-1 | Racing Club de Lens | Parc des Princes, Paris                           |                                                   |
| | Leonetti 54e 80e · Curyl 63e | (0-0) | 84e Théo            | Spectateurs : 7 626 Arbitrage : Jacques Devillers | Spectateurs : 7 626 Arbitrage : Jacques Devillers |
| Marcel Domingo, Maurice Gransart, Gunnar Johansson, Jean Palluch, Roger Scotti, Jean Molla, Dominique Rustichelli, Jean-Louis Leonetti, Gunnar Andersson, Jean-Jacques Marcel, Stanislas Curyl. Entraîneur : Jean Robin | Équipes                      | Arnold Sowinski, Raymond Fiori, Henri Kowal, Kassen Hassouna, Stephan Ziemczak, Xercès Louis, Maryan Wisnieski, Roger Boury, Michel Stievenard, Théo, Egon Jönsson. Entraîneur : Karel Michlowski |                     | Spectateurs : 7 626 Arbitrage : Jacques Devillers | Spectateurs : 7 626 Arbitrage : Jacques Devillers |